# Ейсмонт Володимир Борисович
Володи́мир Бори́сович Е́йсмонт (*17 червня 1972, Кременчук) — український журналіст, письменник, історик, член Національної спілки журналістів України (з 1998 року), Національної спілки письменників України (з 2003 року).
Лауреат літературної премії «Гранослов» (1997 рік, за повість «Окраєць для Барика», у співавторстві з Юрієм Сергіним). Проживає і працює в Кременчуці.

## Книги
- «Я бачив Ангела» (Полтава, 1993);
- «УРП: дати, події, факти» (Київ, 1994);
- «Роман Васильців — приватний детектив» (Київ, 1998) — у співавторстві;
- «Забутий оберіг» (Кременчук, 2002).

Художні твори та історико-краєзнавчі дослідження друкувалися у багатьох періодичних виданнях та альманахах.